# 尖塔赛瓜参
尖塔赛瓜参（学名：Thyone spinifera）为沙鸡子科赛瓜参属的动物。在中国大陆，分布于南海沿岸海域等地，常栖息于水深15-115米的泥沙底或沙泥底。该物种的模式产地在北部湾。